# Stan Webb
Stan Webb (Londen, 3 februari 1946) is een Britse bluesrockgitarist en de frontman en leadgitarist van de bluesband Chicken Shack.

## Geschiedenis
Webb werd geboren in Fulham, Zuidwest-Londen. Hij speelde aanvankelijk in skiffle-bands, maar formeerde in 1965 de eerste versie van de bluesband Chicken Shack met bassist Andy Silvester. De band speelde de volgende jaren in Hamburg, Duitsland. Ze tekenden in 1967 bij het Blue Horizon-platenlabel, waar hun labelgenoten de jonge Fleetwood Mac waren. De groep werd toen samengesteld uit Webb, Christine Perfect, drummer Dave Bidwell en bassist Andy Silvester. Bidwell en Silvester zouden later de ritmesectie worden van het Britse blues-ensemble Savoy Brown. Webb voegde zich ook bij Savoy Brown voor hun album Boogie Brothers. Perfect sloot zich later aan bij Fleetwood Mac en werd Christine McVie na haar huwelijk met de bassist John McVie.
Chicken Shack genoot van hun hoogtijdagen in het midden van de late jaren 1960, toen r&b populair was in Engeland. De bezetting van Chicken Shack is in de loop der jaren geëvolueerd, waarbij Webb de enige constante is. Hun muziek was traditioneel van opzet en de groep speelde een verscheidenheid aan Amerikaanse bluesstandards en componeerde hun eigen nummers. Hun repertoire omvatte I'd Rather Go Blind van Ellington Jordan en Billy Foster. Christine Perfect was de zangeres. Dit nummer is oorspronkelijk opgenomen door Etta James.
In 2001 bracht Webb zijn eerste soloalbum uit in meer dan acht jaar toen Webb bij het Indigo Records-label verscheen.

## Discografie
Chicken Shack
- 1968: 40 Blue Fingers
- 1969: O.K. Ken?
- 1969: 100 Ton Chicken
- 1970: Accept
- 1972: Imagination Lady
- 1973: Unlucky Boy
- 1974: Goodbye Chicken Shack
- 1990: The Very Best Of
- 1991: On Air (BBC Session Recordings)

Savoy Brown
- 1974: Boogie Brothers

Stan Webb's Chicken Shack
- 1978: The Creeper
- 1978: That's The Way We Are
- 1981: Roadies Concerto
- 1988: 2. Blues Festival Bonn '87 (4 nummers)
- 1989: 39 Bars
- 1989: Simply Live
- 1991: Changes – Stan Webb's Chicken Shack
- 1993: Plucking Good – Stan Webb's Chicken Shack
- 1995: Stan 'The Man' Live – Stan Webb's Chicken Shack
- 1997: From the Vaults – Stan Webb's Chicken Shack
- 1998: Archive – Stan Webb's Chicken Shack

solo
- 1975: Broken Glass
- 1997: Black Night
- 2001: Webb
- 2005: Still Live After All This Years
- 2012: Stan's Blues

- Gemeinsame Normdatei: 135178266
- International Standard Name Identifier: 0000 0000 5719 3115
- Library of Congress Control Number: no2008179411
- MusicBrainz: e4f0fab9-23ce-4c92-87e1-7a454691e474
- Virtual International Authority File: 80012141
- WorldCat: E39PBJmy3v6yyqMfFVTtWp8pyd